# Kosumce
Kosumce – wieś sołecka w Polsce położona w województwie mazowieckim, w powiecie otwockim, w gminie Karczew. Leży na terenie mikroregionu etnograficznego Urzecze.
Wierni Kościoła rzymskokatolickiego należą do parafii św. Izydora w Ostrówku.
Wieś królewska Kosomec położona była w drugiej połowie XVI wieku w powiecie czerskim  ziemi czerskiej województwa mazowieckiego. W latach 1975–1998 miejscowość administracyjnie należała do województwa warszawskiego.
Wieś pierwotnie należała do parafii w Czersku, następnie do parafii w Górze Kalwarii i Ostrówku. Naprzeciwko wsi, po drugiej stronie Wisły można zobaczyć widniejące w oddali ruiny zamku w Czersku. Na początku roku 2014 wieś liczyła ponad 96 domów. Najczęściej spotykane nazwiska w Kosumcach to Deczewski, Kabala oraz Pielak. Już tylko nieliczni mieszkańcy wsi zajmują się tradycyjną uprawą roślin i sadownictwem.
Miejscowość położona jest przy drodze wojewódzkiej nr 799.
W Kosumcach urodził się chor. Henryk Książek – podoficer Wojska Polskiego i partyzantki antykomunistycznej.

## Nazwa
Kosumce to jedyna miejscowość o tej nazwie. Nazwa miejscowości prawdopodobnie pochodzi od słowa kosy tzn. krzywy.
Stare nazwy miejscowości to Kosomiec, Koszomcza, Cosomecz, Kosomce oraz Kossomce. Według innej teorii nazwa pochodzi od „kośnych łąk” (czyli łąk, na których rośnie bujna trawa), które miały tu się znajdować.

## Historia
Najstarsza wzmianka o nadwiślańskich Kosumcach pochodzi z 1539 roku, choć w wielu miejscach pojawiają się informacje o wzmiance pisemnej już z 1244 roku (karczew.pl), i dotyczy mieszkającego w tej wsi przewoźnika czerskiego (Metryka Koronna 56, 47).
W czasie budowy wału przeciwpowodziowego w 1938 więzień Karnego Ruchomego Ośrodka Pracy nr 2 Brutman wystawił 4-metrową, betonową rzeźbę Najświętszego Serca Pana Jezusa, przedstawiającą Jezusa wskazującego na swoje serce i pokazuącego przebitą dłoń. Równocześnie powstały figura Matki Boskiej z Lourdes w Kosumcach oraz figura orła przed nieistniejącym obecnie dworkiem w Ostrówku (obecnie - przed Urzędem Miasta w Garwolinie).
We wrześniu 1939 roku na obrzeżach miejscowości miało miejsce starcie Polaków z Niemcami. Polacy, którzy polegli w tym starciu spoczywają na cmentarzu w Ostrówku.